# 49-й отдельный лыжный батальон
49-й отдельный лыжный батальон — воинская часть вооружённых сил СССР в Великой Отечественной войне.

## История
Батальон формировался с ноября 1941 года в Свердловске. При формировании батальон насчитывал в трёх ротах 560 человек.
В действующей армии с 1 января 1942 по 14 марта 1942 года.
В декабре 1942 года направлен на Волховский фронт, поступил в распоряжение 59-й армии. По некоторым данным первый бой принял ещё 31 декабря 1941 года под Грузино на правом берегу Волхова, и за один только день потерял 115 бойцов и весь командный состав.
Принимал участие в Любанской операции. В начале операции 1942 года действует в составе армии, с 13 января 1942 года наступает через Волхов, однако без успеха.
С 25 января 1942 года передан во 2-ю ударную, и несколько позднее, после укомплектования лошадьми и материальной частью и пополнения, введён в прорыв, который был создан войсками 2-й ударной армии у Мясного Бора. Действовал сначала с 87-й кавалерийской дивизией, принял участие в освобождении 30 января 1942 года деревень Кривино и Новая. Затем был придан 25-й кавалерийской дивизии, продвигаясь вместе с дивизией, 8 февраля 1942 года батальон занял деревню Язвинка и перекрыл дорогу Огорели — Оредеж. Продвигаясь дальше, части дивизии вместе с лыжниками батальона освободили деревни Поддубье, Кубалово, Пустое и Жилое Рыдно, Замежье, Березницы, Старое и Новое Почепово, Заручье, Корешно, Веряжино, Панышино.
В боях февраля 1942 года потерял почти весь личный состав, на 28 февраля 1942 года в батальоне оставалось только 12 человек личного состава.
14 марта 1942 года батальон был расформирован.

## Подчинение
| Дата            | Фронт (округ)    | Армия             | Корпус | Примечания |
| --------------- | ---------------- | ----------------- | ------ | ---------- |
| 01.01.1942 года | Волховский фронт | 59-я армия        | -      | -          |
| 01.02.1942 года | Волховский фронт | 2-я ударная армия | -      | -          |
| 01.03.1942 года | Волховский фронт | 2-я ударная армия | -      | -          |